# Aeroportul Kalimarau
Aeroportul Kalimarau (IATA: BEJ, ICAO: WAQT) este un aeroport din Kalimantanul de Est, Indonezia ce deservește zona Tanjung Redeb⁠(d). Aeroportul a fost tranzitat în 2018 de 522.307 pasageri.
Situat la o altitudine de 10 m, aeroportul dispune de o singură pistă.